# Ракомское сельское поселение
Ра́комское сельское поселение — муниципальное образование в Новгородском районе Новгородской области России. Административный центр — деревня Старое Ракомо.

## География
Территория сельского поселения расположена в центре Новгородской области, на северо-западном берегу озера Ильмень, в Поозерье.

## История
Ракомское сельское поселение было образовано в соответствии с законом Новгородской области от 11 ноября 2005 года № 559-ОЗ.

## Население
| 2010  | 2012  | 2013  | 2014  | 2015  | 2016  | 2017  |
| ----- | ----- | ----- | ----- | ----- | ----- | ----- |
| 1385  | ↗1412 | ↘1370 | ↘1309 | ↗1368 | ↗1595 | ↗1803 |
| 2021  |       |       |       |       |       |       |
| ↗2445 |       |       |       |       |       |       |

## Состав сельского поселения
| №  | Населённый пункт | Тип населённого пункта          | Население |
| -- | ---------------- | ------------------------------- | --------- |
| 1  | Береговые Морины | деревня                         | 16        |
| 2  | Васильевское     | деревня                         | 0         |
| 3  | Георгий          | деревня                         | 13        |
| 4  | Горные Морины    | деревня                         | 17        |
| 5  | Желкун           | деревня                         | 15        |
| 6  | Здринога         | деревня                         | 2         |
| 7  | Ильмень          | деревня                         | 473       |
| 8  | Козынево         | деревня                         | 28        |
| 9  | Лукинщина        | деревня                         | 30        |
| 10 | Медвежья Голова  | деревня                         | 17        |
| 11 | Милославское     | деревня                         | 9         |
| 12 | Моисеевичи       | деревня                         | 42        |
| 13 | Неронов Бор      | деревня                         | 70        |
| 14 | Нехотилово       | деревня                         | 15        |
| 15 | Новое Ракомо     | деревня                         | 101       |
| 16 | Ондвор           | деревня                         | 28        |
| 17 | Песчаное         | деревня                         | 44        |
| 18 | Радбелик         | деревня                         | 18        |
| 19 | Ращеп            | деревня                         | 54        |
| 20 | Сапунов Бор      | деревня                         | 0         |
| 21 | Старое Ракомо    | деревня, административный центр | 254       |
| 22 | Три Отрока       | деревня                         | 19        |
| 23 | Троица           | деревня                         | 56        |
| 24 | Хотяж            | деревня                         | 42        |
| 25 | Юрьево           | деревня                         | 22        |

## Достопримечательности
Близ деревни Юрьево на берегу реки Прость (приток Волхова) находится объект культурного наследия регионального значения славянское «Селище на реке Прость» VIII века. Раскопки селища Прость, находящегося поблизости от древнего славянского святилища в урочище Перынь, выявили материалы третьей четверти I тысячелетия, то есть самые ранние славянские древности в истоке Волхова, хронологически более ранние, чем напластования в Старой Ладоге. 
В 1,2 км к юго-западу от деревни Георгий, на берегу Веряжи находится славянское городище «Георгий» XI—XII веков, возникшее на месте более раннего славянского поселения VIII—IX веков.